# 4532 Copland
4532 Copland là một tiểu hành tinh vành đai chính đặt tên theo American composer Aaron Copland. Nó được phát hiện ngày 15 tháng 4 năm 1985 bởi Edward Bowell.